# Zosterop de Bioko
El zosterop de Bioko (Zosterops brunneus) és un ocell de la família dels zosteròpids (Zosteropidae).

## Hàbitat i distribució
Habita els boscos de les muntanyes de l'illa de Bioko, al golf de Guinea.

## Taxonomia
Ha estat considerat una espècie de l'obsolet gènere Speirops, però va ser ubicada a Zosterops, arran els treballs de Melo et al. 2011.